# Eagle Lake (Pensilvania)
Eagle Lake es un lugar designado por el censo ubicado en el condado de Lackawanna en el estado estadounidense de Pensilvania. En el año 2010 tenía una población de 12 habitantes y una densidad poblacional de 1,8 personas por km².

## Geografía
Eagle Lake se encuentra ubicado en las coordenadas 41°17′9″N 75°28′42″O / 41.28583, -75.47833. Según la Oficina del Censo de los Estados Unidos, Eagle Lake tiene una superficie total de 2,51 mi² (6,5 km²), de la cual 2,38 mi² (6,2 km²) corresponden a tierra firme y 0,13 mi² (0,3 km²) es agua.